# Spacey Jane
Spacey Jane es una banda australiana de indie rock formada en Fremantle en 2016. El grupo está formado por el vocalista y guitarrista Caleb Harper, el guitarrista principal Ashton Hardman-Le Cornu, el baterista Kieran Lama y la bajista Peppa Lane, quien reemplazó a la bajista original Amelia Murray en 2019.
En 2017, la banda lanzó su EP debut No Way to Treat an Animal, que incluía su sencillo certificado doble platino "Feeding the Family". Algunos medios han atribuido esta pista al gran éxito de la banda. Su segundo EP, In the Slight (2018), vio un desarrollo sonoro del garage al indie rock que estableció el sonido de su álbum de estudio debut, Sunlight, lanzado en 2020. Alcanzó el puesto número dos en las listas ARIA, con el apoyo de 7× sencillo de platino "Booster Seat", que ganó la Canción ARIA del año y obtuvo el puesto número dos en el Triple J Hottest 100 de 2020.
Con el apoyo de su sencillo de 2021 "Lots of Nothing", la banda lanzó su segundo álbum de estudio, Here Comes Everybody, al año siguiente, debutando en el número uno en Australia. Nominado a Mejor Álbum de Rock en los Premios ARIA, el disco se convirtió en el segundo en encabezar la encuesta de álbumes de Triple J. Seis de sus temas fueron votados entre los Hottest 100 de 2022, lo que convirtió a Spacey Jane en la banda más reproducida de la cuenta regresiva, con "Hardlight" en el puesto número tres.

## Historia

### 2016-2019: formación y primeros lanzamientos

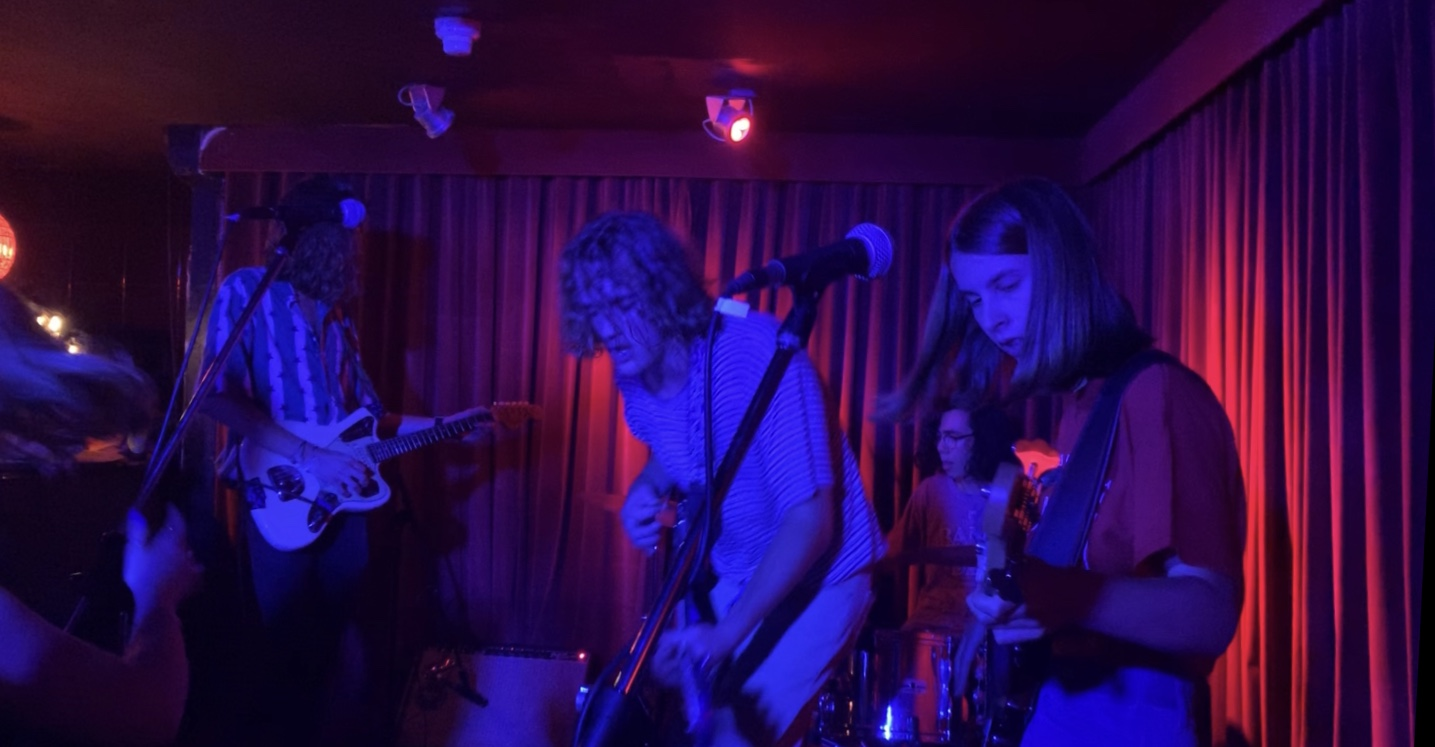
Spacey Jane actuando en Sydney en septiembre de 2018. De izquierda a derecha: Hardman-Le Cornu, Harper, Lama y Amelia Murray.

En 2016, Spacey Jane se formó en Fremantle, Australia Occidental, por Ashton Hardman-Le Cornu (guitarra), Caleb Harper (voz, guitarra), Kieran Lama (batería) y Amelia Murray (bajo). Lama había tocado la batería desde que tenía 12 años en Horsham, Victoria, antes de mudarse a Geraldton y conocer a Harper en la escuela secundaria. Ambos tocaron en una banda Sicchino, y Lama conoció a Le Cornu y Murray en la universidad. El nombre de la banda se deriva del nombre de uno de los amigos del miembro.
De 2016 a 2017, la banda tocó uno o dos shows locales "cada semana durante un buen año y medio" y, a veces, "dos shows por noche en diferentes lugares". Su sencillo debut, "Still Running", se lanzó en agosto de 2017. Su segundo sencillo, "Feeding the Family", recibió difusión en la estación de radio de Perth RTRFM, y desde entonces se le atribuye el gran éxito de la banda. Su EP debut de seis pistas, No Way to Treat an Animal, se lanzó de forma independiente en noviembre de 2017. Alcanzó el puesto 23 en la lista de álbumes de ARIA en diciembre de 2020.
El 16 de abril de 2018, Spacey Jane lanzó un sencillo doble titulado In the Meantime, con las canciones "Old Enough" y "So You Wanna". Hayden Davies, de la publicación musical Pilerats, describió "Old Enough" como "notablemente brillante y veraniego, con ligeros riffs de guitarra y una línea de bajo pegadiza", mientras que "So You Wanna" tiene un "estado de ánimo algo más brillante" que las pistas de su EP. con sus melodías alegres y voces altísimas."
El segundo EP de Spacey Jane, In the Slight, se publicó el 9 de noviembre de 2018 con cinco pistas. Proporcionó dos sencillos: "Cold Foots" el 17 de agosto y "Keep a Clean Nose" el 12 de octubre. Davies describió el disco como un "punto de encuentro entre shoegaze de ensueño y indie pop pegadizo" y fue promocionado con una fiesta de lanzamiento en el Rosemount Hotel de Perth. Después de ganar la competencia Triple J Unearthed Falls, la banda actuó en el Falls Festival 2018/2019.

### 2019-2021: Sunlight y gran éxito
El 24 de abril de 2019, la banda lanzó el primero de seis sencillos que respaldan su próximo álbum de estudio debut. "Good Grief" contó con el apoyo de un vídeo musical y una gira por Australia, seguida de "Good for You" y "Head Cold" en agosto y noviembre de 2019, respectivamente. "Good for You" llegó al puesto 80 en la encuesta Triple J Hottest 100 de 2019, marcando la primera aparición de la banda en la cuenta regresiva anual.

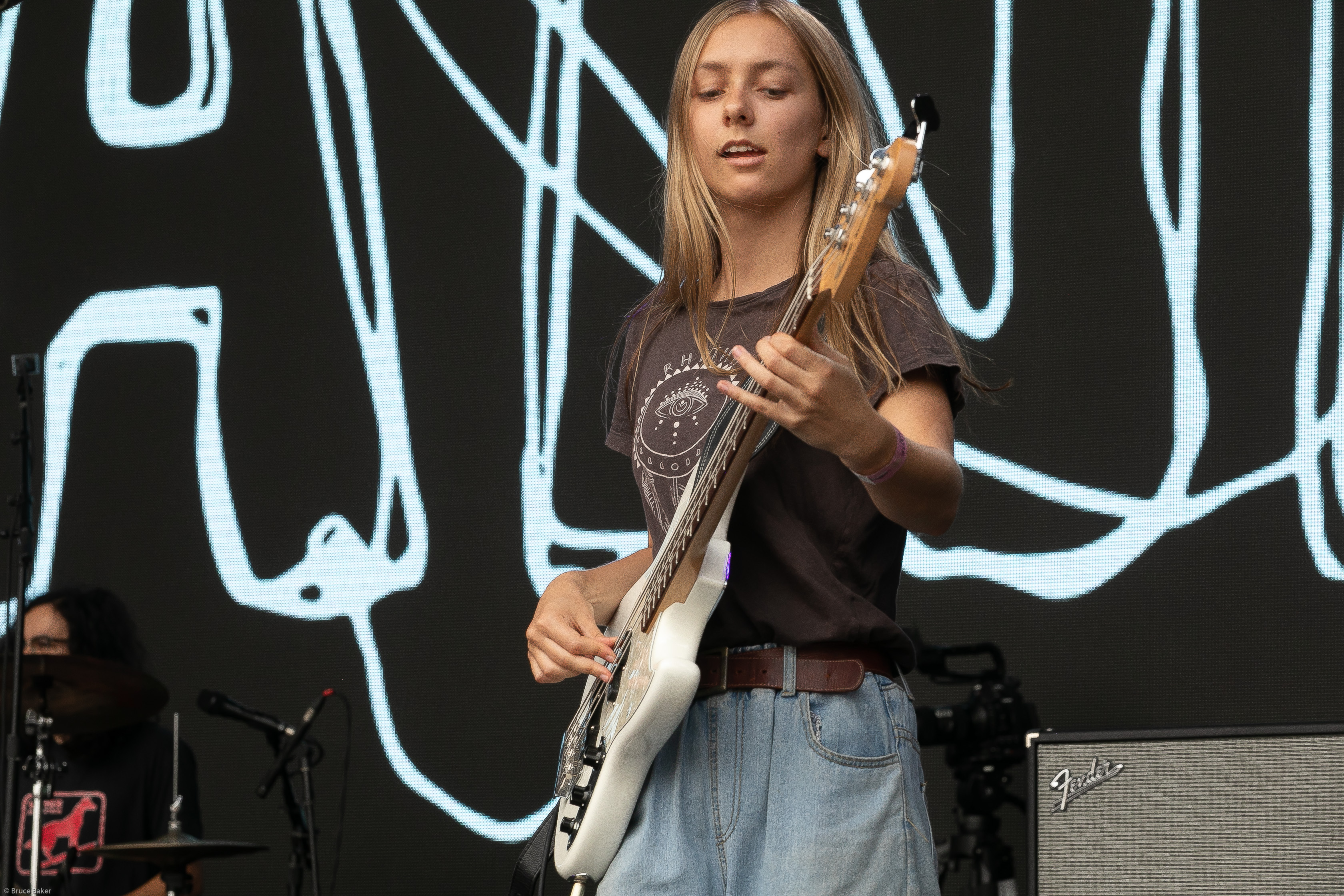
Lane se unió a Spacey Jane como bajista tras la partida de Murray en 2019.

En julio de 2019, el grupo anunció que Murray dejaría amigablemente la banda para concentrarse en su carrera médica y tocaría en su último show el 13 de julio. Fue reemplazada en el bajo por Peppa Lane de Margaret River, quien había estudiado en la Academia de Artes Escénicas de Australia Occidental y tocaba el contrabajo en su grupo, Friendly Folk. El segundo espectáculo de Lane con Spacey Jane fue en Splendor in the Grass el 21 de julio.
Según Lama, la banda realizó giras a nivel nacional ante "multitudes de 20 personas" entre 2016 y 2019, pero que sus apariciones en Splendor in the Grass y el festival Bigsound de Brisbane en 2019 fueron "momentos cruciales para la banda" que proporcionaron una "trayectoria ridículamente ascendente". Spacey Jane firmó un acuerdo global con AWAL en diciembre de 2019.
La banda actuó en el Laneway Festival el 2 de febrero de 2020, y su presentación se transmitió más tarde en Triple J's Live at the Wireless. Más tarde ese mes, la banda anunció que su álbum de estudio debut, Sunlight, saldría en junio a través de AWAL. Junto con la noticia se publicó un cuarto sencillo, "Skin", que dio inicio a una gira por Australia y Nueva Zelanda (que luego se pospuso debido a la pandemia de COVID-19). En marzo de 2020, la banda participó en la primera ronda de Isol-Aid, una iniciativa de festival para ayudar a la industria musical australiana durante la pandemia. Realizaron una presentación de 20 minutos a través de una transmisión en vivo de Instagram.
Tras el lanzamiento de Sunlight el 12 de junio de 2020, Triple J lo nombró su álbum semanal. Alcanzó el puesto número dos en las listas australianas y llegó a encabezar la encuesta de álbumes Triple J de 2020. La canción del álbum "Booster Seat" también recibió elogios de las publicaciones musicales, y Al Newstead de Triple J la calificó como una "canción que afirma la vida con una calidad de canto con fuerza de platino". Luego ganó Canción del Año en los  Premios ARIA y Mejor Canción Independiente del Año en los Premios AIR. En septiembre de 2022, la canción obtuvo triple platino en Australia por el envío de 210.000 copias.
Antes del Triple J Hottest 100 de 2020, varias publicaciones predijeron que "Booster Seat" encabezaría la lista, y Josh Leeson de Northern Beaches Review escribió que "es el que presenta la mejor oportunidad de conseguir el primer Australian Hottest 100 ganador desde 'Confidence' de Ocean Alley en 2018". En enero de 2021, "Booster Seat" obtuvo el puesto número dos. Este hito llevó a Leeson a llamar a Spacey Jane "posiblemente la banda australiana revolucionaria de 2020".

## Discografía
- 2020: Sunlight
- 2022: Here Comes Everybody